# Fréquence de rafraîchissement
Pour les articles homonymes, voir fréquence (homonymie).

Voici différentes fréquences de rafraîchissement .Une fréquence de rafraîchissement d'écran d'ordinateur a pour unité les Hertz (abrégée en Hz)

La fréquence de rafraîchissement d'un écran d'ordinateur, d'un téléviseur, d'un moniteur vidéo ou d'un vidéoprojecteur désigne le nombre d'images pouvant s'afficher sur l'écran par seconde, conformément aux standards, normes et formats correspondants à la source vidéo. Cette valeur varie généralement entre 23,976 Hz et plus de 500,5 Hz. Plus cette fréquence est élevée, meilleur est le confort visuel perçu par l'oeil humain. 
Ces spécifications figurent notamment sur les cartes graphiques, sur les écrans d'ordinateur ; elle est alors désignée comme la « fréquence de balayage vertical » (vsync).
Pour les écrans à cristaux liquides (LCD), ce taux de rafraîchissement est moins significatif car l'image exploite le balayage progressif. La fréquence de rafraîchissement de 50 Hz est généralement admise suffisante, car l’œil distingue un mouvement fluide, notamment pour les jeux vidéo.

## Historique
Durant les années 1990, certains fabricants mettent parfois en avant pour leurs écrans, une fréquence de rafraîchissement élevée ; toutefois, ils exploitent la solution de l'affichage entrelacé affichant deux demi-images alternées ou trames pour composer une image entière. Le confort visuel de cette formule est toutefois inférieure à celle des cadences supérieure de l'image vidéo. 